# Sametová extáze
Sametová extáze (v anglickém originále Velvet Goldmine) je britsko-americký dramatický film z roku 1998. Režisérem filmu je Todd Haynes. Hlavní role ve filmu ztvárnili Janet McTeer, Jonathan Rhys Meyers, Christian Bale, Ewan McGregor a Toni Collette. Snímek měl světovou premiéru na Mezinárodním filmovém festivalu v Cannes dne 22. května 1998.

## Ocenění
Film získal cenu BAFTA v kategorii nejlepší kostýmy. Ve stejné kategorii byl nominován i na Oscara a na cenu BAFTA byl také nominován v kategorii nejlepší masky.

## Obsazení
| Janet McTeer         | vypravěčka    |
| Jonathan Rhys Meyers | Brian Slade   |
| Christian Bale       | Arthur Stuart |
| Ewan McGregor        | Curt Wild     |
| Toni Collette        | Mandy Slade   |
| Eddie Izzard         | Jerry Devine  |
| Emily Woof           | Shannon       |
| Joseph Beattie       | Cooper        |